# Attentat de la mosquée Imam Al-Sadek de Koweït
L'attentat de la mosquée Imam Al-Sadek de Koweït est un attentat-suicide perpétré dans la capitale koweïtienne contre une mosquée chiite le 26 juin 2015. Le premier du genre dans le pays et faisant au moins 27 morts et 227 blessés, il est revendiqué par l'État islamique.